# Liste britischer Starrluftschiffe
Die Liste britischer Starrluftschiffe enthält Starrluftschiffe aus britischer Herstellung.
In Großbritannien erhoben sich bisher 16 Starrluftschiffe aus eigener Produktion in die Luft. Viele davon waren Nachbauten deutscher Zeppeline und Schütte-Lanz-Luftschiffe und dienten im Ersten Weltkrieg. Nach dem Krieg erhielt Großbritannien außerdem die Kriegszeppeline LZ 109 (L64) und LZ 113 (L71) als Reparation von Deutschland.

## Liste
| Bezeichnung   | Verwendung      | 1. Fahrt   | Bemerkungen | Abbildung |
| ------------- | --------------- | ---------- | --- | --------- |
| HMA No. 1     | militärisch     | keine      | 1. britisches Starrluftschiff, „The Mayfly“ (Eintagsfliege), gebaut von Vickers, Baubeginn 1909, erste Tests 1911, keine Fahrt, noch am Boden schwer beschädigt und später abgebrochen |           |
| HMA 2 bis 8   |                 |            | Keine Starrluftschiffe. |           |
| HMA 9         | militärisch     | 27.11.1916 | 2. britisches Starrluftschiff, erste Fahrt eines englischen Starrluftschiffs überhaupt, Gesamtzeit in der Luft: 198 Stunden 16 Minuten, davon 33 Stunden am Ankermast. |           |
| HMA 10 bis 22 |                 |            | Keine Starrluftschiffe |           |
| HMA 23        | militärisch     | 17.09.1917 | 3. britisches Starrluftschiff; Typschiff der „23er-Klasse“; Indienststellung 15. Oktober 1917, Gesamtflugleistung: 16560 km (8426 mi) in 321,5 Stunden, Außerdienststellung im September 1919. |           |
| HMA 24        | militärisch     |            | „23er-Klasse“, Gesamtflugleistung: 164 h 40 min, 6759 km (4200 mi), Außerdienststellung und Verschrottung im Dezember 1919 |           |
| HMA 25        | militärisch     | 14.10.1917 | „23er-Klasse“, jedoch mit einigen Änderungen, Verwendung: hauptsächlich Ausbildung, Gesamtflugleistung: 221 h 5 min, 9510 km (5909 mi), Außerdienststellung im September 1919. |           |
| R26           | militärisch     |            | „23er-Klasse“, bekam schon die neue „R“-Bezeichnung, wurde Ende Januar 1919 am Ankermast durch Wettereinwirkung beschädigt und abgewrackt. |           |
| R27           | militärisch     |            | Typschiff der 23X-Klasse, Indienststellung: 29. Juni 1918, Gesamtfahrzeit: 89 h 40 min, wurde am 16. August 1918 durch ein Feuer in der Luftschiffhalle gemeinsam mit mehreren Prallluftschiffen zerstört, dabei 1 Toter. |           |
| R28           | nicht gebaut    | keine      | 23X-Klasse, nicht gebaut |           |
| R29           | militärisch     |            | 23X-Klasse, am 3. – 4. Juli 1918 eine 32-Stunden-Fahrt; am 29. September 1918 an der Versenkung eines deutschen U-Bootes beteiligt; insges. 438 h Gesamtfahrtzeit, letzte Fahrt vor Außerdienststellung: 24. Oktober 1919. |           |
| R30           |                 | keine      | 23X-Klasse, nicht gebaut. |           |
| R31           | militärisch     | 29.07.1918 | Holzgerippe nach dt. SL-e-Typ (Schütte-Lanz), insgesamt 9 Flugstunden, nach der 3. Fahrt wegen Trägerbruch in Howden in einer Halle ohne Dach untergebracht, im Frühjahr wegen zu starker Verwitterung abgewrackt und als Brennholz verkauft (Pech für den Käufer: Holz war durch Imprägnierung feuerfest), 42.400 m³, 185 m lang, 19,7 m Durchmesser, 21 Gaszellen, 6 (später 5) Rolls-Royce Eagle III oder IV-Motoren mit je 190 kW, 105 km/h Nutzlast: 16,5 t. |           |
| R32           | militärisch     | 3.09.1919  | Schwesterschiff von R31, ebenfalls Holzgerippe. |           |
| R33           | militärisch     | 6.03.1919  | Typschiff der R33-Klasse; Nachbau des deutschen Zeppelins LZ 76/L33; mehrere Fahrten; z. B. 31-h-Fahrt am 1.–2. Juli 1919 mit Musikkapelle an Bord über der Küste von England und Irland; mehrere zivile Fahrten, z. B. am 10. September 1919 nach Holland mit Passagieren und Steward als Werbefahrt für Zivilluftverkehr. |           |
| R34           | militärisch     | 14.03.1919 | R33-Klasse, zwei Atlantiküberquerungen (erste Atlantiküberquerung eines Luftschiffes überhaupt), Anfang 1921 verschrottet. |           |
| R35           |                 | keine      | nicht gebaut |           |
| R36           | Starrluftschiff | 1.04.1921  | kein Kriegseinsatz mehr, wurde mit einer langen Passagierkabine unter dem Rumpf ausgerüstet und unternahm so einige Fahrten nach Kriegsende. |           |
| R37           |                 | keine      | nicht fertiggestellt (siehe R38) |           |
| R38           | militärisch     | 23.06.1921 | „Admiralty A Class“, vorgesehen als ZR-2 für die USA. Bei der vierten Testfahrt am 23. August 1921 zerstört, 44 Todesopfer. |           |
| R39           |                 | keine      | „Admiralty A Class“, Schwesterschiff von R38, nicht gebaut. |           |
| R40           |                 | keine      | „Admiralty A Class“, Schwesterschiff von R38, nicht gebaut. |           |
| R41           |                 | keine      | „Admiralty A Class“, Schwesterschiff von R38, nicht gebaut. |           |
| R80           | militärisch     | 19.06.1920 | 1. englisches Starrluftschiff mit Stromlinienform; es gab auch umfangreiche Pläne für eine zivile Nutzung; 1925 abgerüstet. |           |
| R100          | zivil           | 16.12.1929 | Großes Verkehrsluftschiff, zwei Atlantiküberquerungen, 1931 abgewrackt. |           |
| R101          | zivil           | 14.10.1929 | Bei Fertigstellung größte je gebaute Flugmaschine. Am 4. Oktober 1930 bei Beauvais abgestürzt, 48 Todesopfer. |           |